# ورای خوش‌باورانه‌ترین امیدهایش
ورای خوش‌باورانه‌ترین امیدهایش (انگلیسی: Beyond His Fondest Hopes) یک فیلم کمدی صامت کوتاه به کارگردانی هال روچ است که در سال ۱۹۱۵ منتشر شد. از بازیگران این فیلم می‌توان به هارولد لوید اشاره کرد.